# Жгун, Николай Петрович
Николай Петрович Жгун (1917—1989) — майор Советской Армии, участник Великой Отечественной войны, Почётный гражданин города Калинковичи.

## Биография
Николай Жгун родился 8 ноября 1917 года. 21 ноября 1938 года Жгун был призван на службу в Рабоче-крестьянскую Красную Армию Невельским районным военным комиссариатом Калининской (ныне — Тверской) области.
С первых дней Великой Отечественной войны — на её фронтах. Отличился во время многих боёв, получил воинское звание лейтенанта. В сентябре 1943 года вступил в ВКП(б). К февралю 1944 года Жгун был комсоргом 1-го батальона 237-го стрелкового полка 76-й гвардейской стрелковой дивизии. Ранним утром 14 января 1944 года во главе группы разведчиков в ходе боя за город Калинковичи Гомельской области Белорусской ССР Жгун первым в своём подразделении пробился к зданию калинковичского городского совета и водрузил на нём Красное Знамя. В ходе освобождения Калинковичского района на реке Тремля Жгун получил ранение. После выздоровления он вернулся в строй.
За годы войны также был награждён орденом Отечественной войны 1-й степени (21.11.1943) и двумя орденами Отечественной войны 2-й степени (22.2.1945, 28.5.1945). В 1969 году Жгуну было присвоено звание Почётного гражданина города Калинковичи.
Был уволен в запас в звании майора. Проживал в Смоленске. Скончался 12 декабря 1989 года, похоронен на Новом кладбище Смоленска.